# エア・マーシャル
『エア・マーシャル』（原題：Air Marshal）は、2003年のアメリカ合衆国の映画。

## あらすじ
東ヨーロッパからニューヨークに向けて飛び立った小型旅客機。
しかし、内部にテロリストがいた事からハイジャックされ、50人の乗客は人質になってしまう。
機内の安全を守るため乗り込んでいた航空保安官“エア・マーシャル”のブレッド（ディーン・コクラン）は、テロリストたちに敢然と立ち向かう。

## キャスト
| 役名             | 俳優                 | 日本語吹替 |
| ---------------- | -------------------- | ---------- |
| ブレット         | ディーン・コクラン   | 村治学     |
| ニコルズ機長     | アラン・オースティン | 星野充昭   |
| イライジャ       | イーライ・ダンカー   | 天田益男   |
| ヘザー           | タリー・マーケル     | 藤貴子     |
| マリー           | ケイト・コナー       | 岡本章子   |
| チェンバース議員 | ティム・トマーソン   | 水内清光   |
| ファティマ       | デヴィカ・パリク     |            |
| ジャマール       | アマール・ダライス   | 西凛太朗   |
| リッキー         | ルーク・リーヴィット | 白石涼子   |

- その他の声の吹き替え：佐々木睦／落合弘治／井上剛／外村晶子／奈良徹／田坂浩樹／一馬芳和／最上嗣生／桐山ゆみ／広瀬未来／木下紗華